# Ponorová priepasť
Ponorová priepasť – jaskinia krasowa w masywie szczytu Slemä w Niżnych Tatrach na Słowacji.

## Położenie
Wlot do jaskini znajduje się na wysokości ok. 1080 m, ok. 1 km na północny wschód od szczytu Slemä (1514 m), w stoku opadającym na wschód, ku Dolinie Michałowej (słow. Michalova dolina).

## Geologia – morfologia
Jaskinia uformowała się w potężnym masywie skał wapiennych płaszczowiny choczańskiej, budujących masywy szczytów Ohnište i Slemä. Jest jaskinią fluwiokrasową, typu ponorowego, związaną hydrograficznie z jednym z dopływów Michałowskiego Potoku (słow. Michalovský potok). Posiada głębokość 87 m. Długość znanych korytarzy wynosi ok. 250 m.

## Ochrona jaskini
Jaskinia leży na terenie Parku Narodowego Niżnych Tatr. Z uwagi na wartość geologiczną, geomorfologiczną i hydrologiczną (aktywny tok wodny) od 1995 r. jest chroniona dodatkowo jako pomnik przyrody (słow. Prírodná pamiatka).

## Turystyka
Wlot jaskini leży w odległości kilkuset metrów na wschód od znakowanego na zielono szlaku turystycznego, wiodącego z Doliny Bocańskiej na Równą Halę. Jednak ze względów ochronnych jak i z uwagi na brak dostępności jaskinia nie jest przeznaczona do zwiedzania.